# Герб Естонської РСР
Герб Естонської РСР (ест. Eesti NSV vapp) — державний символ Естонської Радянської Соціалістичної Республіки. Герб ЕРСР базується на гербі Радянського Союзу. Офіційно — Державний герб, хоча ця державна емблема й не є геральдичною.
Був прийнятий 25 серпня 1940 року після вступу Естонської РСР до складу СРСР. У статті 116-ї Конституції Естонської РСР було сказано:
|  | Державний герб Естонської Радянської Соціалістичної Республіки складається із зображення в променях вранішнього сонця серпа і молота, оточеного вінком, який складається зліва - з хвойних гілок і справа — з житніх колосків. Обидві половинки вінка перевиті червоною стрічкою з написами на естонською та російською мовами: «Пролетарі всіх країн, єднайтеся!» І нижче «Eesti NSV». Нагорі герба знаходиться п'ятикутна зірка. |

Герб був державним символом Естонії до виходу її зі складу СРСР 7 серпня 1990 року.